# Fadhli Shas
Fadhli Shas, celým jménem Mohammad Fadhli bin Mohammad Shas, (* 21. ledna 1991, Malajsie) je malajsijský fotbalový obránce a reprezentant, od roku 2014 hráč malajsijského týmu Johor Darul Takzim FC.
V zahraničí působil na Slovensku, v roce 2011 strávil společně s krajany Irfanem Fazailem a Wan Zack Haikalem 3 měsíce na hostování v klubu FC ViOn Zlaté Moravce. Hraje na postu stopera (středního obránce).

## Klubová kariéra
- Harimau Muda 2008–2009
- Harimau Muda A 2009–2013
- →  FC ViOn Zlaté Moravce (hostování) 2011[1][2][3]
- Johor Darul Takzim FC 2014–

## Reprezentační kariéra
V A-mužstvu Malajsie debutoval 1. prosince 2010 v Jakartě na turnaji AFF Suzuki Cup 2010 proti reprezentaci Indonésie (prohra 1:5).